# ساراكة منثية
ساراكة منثية (الاسم العلمي:Saraca declinata) هي نوع من النباتات تتبع جنس الساراكة من الفصيلة البقولية.